# Bassaniodes loeffleri
Bassaniodes loeffleri is een spinnensoort uit de familie van de krabspinnen (Thomisidae).
De wetenschappelijke naam van de soort werd in 1955 als Xysticus loeffleri gepubliceerd door Carl Friedrich Roewer.